# راغب (كنيسة الصرادوسي)
عزبة راغب، عزبة تابعة للوحدة المحلية لقرية كنيسة الصرادوسي، التابعة لمركز دسوق، التابع لمحافظة كفر الشيخ في جمهورية مصر العربية.